# Палкино (Владимирская область)
Палкино — деревня в Вязниковском районе Владимирской области России, входит в состав муниципального образования «Город Вязники».

## География
Деревня расположена в 12 км на север от райцентра Вязники.

## История
В конце XIX — начале XX века деревня входила в состав Рыловской волости Вязниковского уезда, с 1926 года — в составе Вязниковской волости. В 1859 году в деревне числилось 13 дворов, в 1905 году — 24 двора, в 1926 году — 49 дворов.
С 1929 года деревня входила в состав Порзамского сельсовета Вязниковского района, с 1940 года — в составе Козловского сельсовета, с 2005 года — в составе муниципального образования «Город Вязники».

## Население
| 1859 | 1905 | 1926 | 2002 | 2010 | 2021 |
| ---- | ---- | ---- | ---- | ---- | ---- |
| 110  | ↗133 | ↗164 | ↗198 | ↘164 | ↘127 |